# Aksa Korttila
Aksa Korttila (Turku, 28 de septiembre de 1990) es una actriz finlandesa.
Empezó su carrera a los cinco años, actuando en el Teatro Infantil y Juvenil de Turku. Luego, bailó y tocó el violín. Más tarde, se involucró en algunas obras en el teatro municipal de Turku. Se graduó de la Escuela Secundaria Kallio en 2010, y entró en la Academia de Teatro de Helsinki, graduándose con una Maestría en Artes Teatrales en la primavera de 2016. En el siglo XXI, desempeñó algunos papeles de voz en animaciones, y participó en proyectos de colaboración internacional en Moscú, Borneo y Berlín, entre otros lugares.
En 2015, actuó en la obra del decimoquinto aniversario del Teatro Arterial.

## Filmografía
| Películas  | Películas                                      | Películas                                                                   | Películas        | Películas                              |
| Año        | Título original                                | Título en español                                                           | Papel            | Notas                                  |
| ---------- | ---------------------------------------------- | --------------------------------------------------------------------------- | ---------------- | -------------------------------------- |
| 2007       | Suden vuosi                                    |                                                                             | Lotta            |                                        |
| 2012       | 3Simoa                                         |                                                                             | Mimmi-Pampula    |                                        |
| 2014       | Hyväntekijä                                    |                                                                             | Nekku            | Telefilme                              |
| 2017       | Kuudes kerta                                   |                                                                             | Sanna            |                                        |
| 2018       | Kaikki oikein                                  |                                                                             | Siru             |                                        |
| 2018       | Ajotunti                                       |                                                                             | Elli             | Cortometraje                           |
| 2019       | One Night Stand-Off                            |                                                                             | Teemu            | Cortometraje                           |
| 2020       | Heinähattu, Vilttitossu ja ärhäkkä koululainen |                                                                             | Opettaja Annukka |                                        |
| Televisión |                                                |                                                                             |                  |                                        |
| Año        | Título original                                | Título en español                                                           | Papel            | Notas                                  |
| 1998       | Puuhakalenteri                                 |                                                                             |                  |                                        |
| 2004-2008  | Poketto monsutâ                                | Pokémon                                                                     | May              | Actriz de voz                          |
| 2004-2008  | Winx Club                                      | Winx Club                                                                   | Flora            | Actriz de voz                          |
| 2007       | Special: The Mastermind of Mirage Pokémon      | - Pokémon: el maestro espejismo - Pokémon mente maestra, décimo aniversario | May              | Especial de televisión Actriz de voz   |
| 2017       | Syke                                           |                                                                             | Hanna-Leena      | 1 episodio                             |
| 2017       | Antti Holma ja Maastamuuttajat                 |                                                                             |                  | Serie documental Traductora 1 episodio |
| 2018       | Sunnuntailounas                                |                                                                             | Marjukka         | 2 episodios                            |
| 2019       | Invisible Heroes                               | Héroes invisibles                                                           | Seija Sandoval   | 2 episodios                            |
| 2019       | Hillo                                          |                                                                             | Víctima          | 1 episodio                             |
| 2019-2020  | Aikuiset                                       |                                                                             | Yola             | 10 episodios                           |
| 2019-2020  | Lelumesta                                      |                                                                             | Roboassari       |                                        |

## Teatro
| Teatro                       | Obra                            | Papel       | Notas | Ref.  |
| ---------------------------- | ------------------------------- | ----------- | ----- | ----- |
| Teatro municipal de Turku    | Circo de la quiebra             | Siru Emilia |       |       |
| Teatro Arterial              | Celebración de las mujeres      | Leyla       |       |       |
| Teatro de la ciudad de Oulu  | Mentiras y seductores           | Cecile      |       |       |
| Teatro municipal de Oulu     | Bob Esponja volando desde Torku |             |       |       |
| Teatro nacional de Finlandia | La chica que caminó             | Eret        |       |       |
| Teatro de la ciudad de Oulu  | Vista desde el puente           | Catherine   |       | [ 3 ] |